# 托坎蒂尼亚
托坎蒂尼亚是巴西托坎廷斯州的一个市镇。总面积2601.587平方公里，总人口6663人，人口密度2.6人/平方公里。